# Pontocaris lacazei
Pontocaris lacazei är en kräftdjursart som först beskrevs av Paul Gourret 1887.  Pontocaris lacazei ingår i släktet Pontocaris och familjen Crangonidae. Inga underarter finns listade i Catalogue of Life.